# Prison du Bois-Mermet
La prison du Bois-Mermet est un établissement pénitentiaire situé à Lausanne dans le canton de Vaud. Destiné à l'incarcération de personnes avant leur jugement, la prison accueille également quelques condamnés à de courtes peines du fait de la surpopulation des établissements pénitentiaires vaudois.

## Présentation

### Description
La prison du Bois-Mermet est un établissement pénitentiaire vaudois situé à Lausanne. Il accueille des détenus de sexe masculin pour de la détention préventive et éventuellement des condamnées en attente ou en cours de transfert. En raison de la surpopulation des établissements pénitentiaires vaudois, des détenus en exécution de peines courtes y sont également incarcérés.
La prison dispose d'une capacité d'accueil de 100 places,. Afin de faire face à un flux de prévenus plus important ces dernières années, la capacité d'accueil de la prison a été étendue à 168 places. L'établissement est divisé en deux secteurs : un premier conçu pour les arrivants (accueillant de 56 à 116 prévenus) et un second pensé comme des unités de vie (42 places).
La taille des cellules est de 9 m2. Elle comporte des installations sanitaires (lavabo et toilette), une petite table et un lit. Leur occupation est prévue pour être individuelle. Toutefois, en raison de la surpopulation au sein de la prison, il est fréquent que l'espace soit occupé par deux détenus.
La prison dispose de 8 ateliers de travail pour les détenus : une buanderie, une cuisine, des nettoyeurs, des activités de sport et loisirs, une bibliothèque, une activité vidéo, un coiffeur et des activités de maintenance.
Le bâtiment de la prison est classé aux monuments historiques.

### Histoire
Afin de remplacer l'ancienne prison de l'Évêché, le bâtiment de la prison du Bois-Mermet est construit en 1905 sur le modèle du panoptique,. À l'époque, la prison comporte 66 cellules et n'est surveillée que par un unique geôlier accompagné de sa femme.
Durant la Seconde guerre mondiale, la prison du Bois-Mermet est utilisée par les autorités cantonales pour interner des personnes de confession juive. Ce sont donc 155 civils et 34 militaires qui y seront incarcérés entre 1933 et 1945. Les archives indiquent par ailleurs que 100 de ces civils et 3 militaires furent expulsés du territoire helvétique et probablement déportés par les Nazis dans la foulée. Les autres seront transférés dans un camp de réfugiés en Suisse.
En avril 2010, près d'un mois après le décès de Skander Vogt au pénitencier de Bochuz, une vingtaine de détenus se mutinent à la prison du Bois-Mermet en soutien à la famille. Les détenus refusent de regagner leurs cellules après la promenade matinale et le mouvement se termine dans l'après-midi sans violences.
Dans sa planification pénitentiaire de 2014, le Conseil d'état vaudois estimait que la prison devrait être fermé à l'horizon 2024,. Pour cela, la construction d'un nouvel établissement pénitentiaire sur le site des établissements de la plaine de l'Orbe est envisagé.
En mars 2015 a lieu un procès impliquant cinq gardiens de l'établissement. Ceux-ci sont poursuivis par un ancien détenu pour abus d'autorité et violences. L'homme, blanchit dans l'affaire qui l'avait mené en détention, explique avoir été violenté lors d'une fouille en 2009. De leurs côtés, les gardiens indiquent que l'homme les a agressé lors de cette fouille, entraînant une intervention musclée de leur part pour le maîtriser,. Le Tribunal de police prononce l'acquittement des gardiens, suivant le réquisitoire du procureur et jugeant que ces derniers ont agi en respect des directives en vigueur,.
En mars 2018, la conseillère d'État chargée du domaine pénitentiaire Béatrice Métraux annonce l'intention de l'état de créer un nouvel établissement carcéral de 410 places au sein du complexe carcéral des établissements de la plaine de l'Orbe. Le projet prévoit une construction en deux phases avec la mise à disposition de 216 nouvelles places (détention avant jugement et exécution de peine) en 2025, ce qui permettrait la fermeture de la prison du Bois-Mermet à cette date. Après la fermeture de la prison, il est proposé par des élus de réaffecter le bâtiment rénové en centre de détention administrative ou en hôtel à bas prix.
L'état du bâtiment de la prison du Bois-Mermet nécessitant une rénovation pour pouvoir continuer son activité jusqu'en 2025, un crédit d'étude pour ces travaux est déposé par le Conseil d'état devant le Grand conseil à l'automne 2018.
À la fin du mois de mai 2020, le Conseil d'état change de position et opte pour la rénovation de la prison et la prolongation de son activité jusqu'en 2040-2050. Une demande de crédit de 24 millions de francs suisses doit être déposée devant le parlement en 2022 pour permettre des travaux de mise aux normes et d'agrandissement (+23 places).

### Taux d'occupation
En 2011, la prison accueillait quotidiennement 160 détenus, soit un taux d'occupation de 160%. Depuis 2012, le taux d'occupation de l'établissement est d'environ 170%,,,.

### Coût de la détention
En se basant sur l'estimation des coûts de détention dans les cantons romands et italophone, la détention d'une personne à la prison du Bois-Mermet coûte entre 200 et 230 francs suisses par jour et par détenu (détention avant jugement).

### Visite et contrôle
À l'été 2012, la Commission nationale de prévention de la torture inspecte l'établissement. Dans leurs conclusions rendues publiques en 2013, les membres de la Commission critiquent sévèrement la prison et ses conditions de détention. Ils dénoncent la surpopulation qui oblige les détenus à partager des cellules individuelles et certains à dormir par terre, impliquant une dégradation des conditions de vie (promiscuité, restriction des activités hors-cellule) et d'hygiène.

## Surpopulation carcérale
Comme d'autres établissements prévus pour la détention préventive, la prison du Bois-Mermet connait depuis plusieurs années une situation de surpopulation carcérale chronique avec un taux d'occupation d'environ 170%. Cette surpopulation est due à l'utilisation fréquente de la détention provisoire dans les cantons romands. De plus, les établissements pénitentiaires vaudois prévus pour l'exécution des peines font face à un flux de population important. Si ce n'est pas la criminalité dans le canton de Vaud qui est en cause, les études montrent que les autorités cantonales suivent une politique pénale relativement répressive en ayant fortement recours à l'incarcération, en particulier pour les courtes peines, et en accordant peu de libérations conditionnelles. Dans ce contexte, de plus en plus de personnes condamnées effectuent toute leur détention dans le même établissement que celui de leur incarcération préventive. Ainsi, la problématique de surpopulation du Bois-Mermet se voit renforcée par les difficultés des établissements d'exécution de peine.
Cette situation dégrade les conditions de détention auxquelles sont soumis les détenus. Ainsi, l'espace de vie dont chacun dispose se trouve réduit et peut passer sous la norme minimale de 4m2 pour une personne (hors espace sanitaire). De plus, la question des couchages s'avère également difficile. Il peut ainsi arriver que certains détenus soient contraints de dormir sur un matelas à même le sol. Cette suroccupation des espaces entraîne également un manque d'hygiène dans les cellules.
La surpopulation de l'établissement impacte également les activités quotidiennes de la prison. Les plages horaires hors-cellule (promenade, activités récréatives) sont réduites afin de maintenir la sécurité de l'établissement à un niveau acceptable. Cette situation a pour conséquence de rendre la promiscuité entre les détenus plus importante et d'augmenter les tensions, dégradant à la fois les conditions de vie des détenus et les conditions de travail du personnel pénitentiaire. L'accès au soin est également rendu plus compliqué dans ce contexte. Enfin, les détenus en exécution de peine ne bénéficient pas des conditions d'accès à un travail auxquelles ils auraient le droit.
La surpopulation de la prison du Bois-Mermet est dénoncée par différents élus et organismes, notamment la Commission nationale de prévention de la torture. Par exemple, l'organe publie en 2013 un rapport sévère sur les conditions de détention dans l'établissement et demande à l'état vaudois des mesures rapides.
La prison est aussi régulièrement condamnée à des peines pécuniaires (de l'ordre de 200 francs suisses par jour) pour des conditions de détention jugées non-conformes, comme le fait de disposer d'un espace vital inférieur à 4m2 ou de devoir dormir par terre,. Il est à noter que si ces condamnations n'entraînent pas la libération des détenus, elles impliquent néanmoins une majoration de la durée de détention préventive lors du calcul du solde de la peine.
Finalement, la surpopulation de la prison du Bois-Mermet répercute également ses effets sur les places de détention temporaire (pour les gardes à vue) dans les Hôtels de police,,. En effet, ne pouvant pas transférer ces détenus dans les prisons prévues à cet effet mais surpeuplés, la police est contrainte de garder plusieurs jours certaines personnes dans des cellules prévues normalement pour une incarcération d'au maximum 48 heures dans un confort minimal. Cette situation, contraire à la Convention européenne des droits de l'homme, engendre des condamnations pour la prison.

## Vétusté des installations
Avec le temps, le bâtiment construit au début du XXe siècle s'est dégradé et la prison du Bois-Mermet est considérée comme vétuste et obsolète par de nombreux observateurs. Les détenus se plaignent régulièrement devant la Justice de la dégradation des conditions de détention occasionnée par la vétusté du bâti. Ils indiquent par exemple que l'isolation thermique des cellules n'est pas bonne ou que la ventilation est parfois déficiente,. Ces critiques sont d'ailleurs confirmées par la Commission nationale de prévention de la torture en 2013.
De par l'ancienneté du bâtiment de la prison et son architecture panoptique, les locaux et les installations sont peu adaptés à certaines normes et modernisations,. De plus, l'administration pénitentiaire vaudoise a dû trouver des solutions d'aménagements précaires pour faire face à la surpopulation carcérale qui affecte l'établissement. Ainsi, les cellules peuvent ne pas être adaptées au respect des normes de détention. En mars 2018, la prison est par exemple condamnée. Dans ce cas, le détenu - septuagénaire - ne disposait pas d'une aération accessible dans sa cellule et devait attendre qu'un gardien soit disponible pour pouvoir la ventiler.

## Décès dans la prison
Un ressortissant français de 20 ans se pend dans sa cellule la nuit du 6 juillet 2015. Malgré les secours apportés par les surveillants puis le personnel médical mobilisé, il décède quelques heures plus tard. Son codétenu, qui était en train de dormir, indique n'avoir pas remarqué l'activité du jeune homme avec son drap au niveau des barreaux.
En mai 2018, un algérien de 47 ans est retrouvé mort dans sa cellule,,. L'homme occupant une cellule individuelle, la police exclue qu'il soit mort par homicide.
En octobre 2019, un détenu de 36 de nationalité kosovare tente de se suicider dans les douches de la prison,. Secouru par le personnel, il décède au Centre hospitalier universitaire vaudois une semaine plus tard. Constatant l'absence de marques sur le cou du défunt et la présence d'une blessure sur sa nuque, la famille explique ne pas croire à la thèse du suicide et s'interroge sur le fait qu'une bagarre entre détenus aurait pu mal tourner. De son côté, la police indique qu'au stade de l'enquête et au vu des éléments connus, la piste du suicide est seulement privilégiée mais pas retenue.

## Évasion
Le 13 mai 2014, cinq détenus parviennent à s'évader de l'établissement, aidés par des complices à l'extérieur. Aux environs de 10h20, un commando de trois personnes s'approche du terrain de football de l'établissement pendant la promenade d'une trentaine de détenus et parvient à faire passer une pince coupante et une arme factice dans l'enceinte. Cinq détenus, menés par un membre du gang des Pink Panthers, se fraient un chemin vers l'extérieur tout en menaçant les gardiens avec l'arme. Un sixième détenu tente de prendre la fuite avec les cinq hommes mais est rattrapé par les gardiens.